# 11159 Мізуґакі
11159 Мізуґакі (11159 Mizugaki) — астероїд головного поясу, відкритий 19 січня 1998 року.
Тіссеранів параметр щодо Юпітера — 3,527.